# Relazioni internazionali del Nepal
Il Nepal ha tradizionalmente portato avanti una politica non-allineata e gode di relazioni amichevoli con paesi vicini. Senza sbocchi al mare, il paese mantiene buone relazioni con la Repubblica Popolare Cinese. La relazione con l'India procede a fasi alterne.
Costituzionalmente, la politica estera deve essere guidata da «i principi della Carta delle Nazioni Unite, non-allineamento, Panchsheel (Cinque Principi di Coesistenza Pacifica), diritto internazionale ed il valore della pace mondiale». In pratica, la politica estera del Nepal si è indirizzata non verso l'influenza internazionale, ma verso la preservazione dell'autonomia e a questioni interne, economiche e di sicurezza. Le relazioni più sostanziali sono forse quelle con istituzioni economiche internazionali, come ad esempio l'Asian Development Bank, il Fondo Monetario Internazionale, la Banca Mondiale e la SAARC. Il Nepal ha anche forti relazioni economiche multilaterali con i principali fornitori di aiuti economici e militari, tra i quali Francia, Germania, Giappone, Malesia, Svizzera e Stati Uniti ed in particolare con il Regno Unito, con il quale i legami militari risalgono al XIX secolo. Le relazioni esterne del paese sono in primo luogo gestite dal Ministero degli Affari Esteri del Nepal.
Dal 16 aprile 2023 il Ministro degli Esteri del Nepal è Narayan Prakash Saud.

## Confini
Una commissione unitaria confinaria continua a lavorare riguardo piccole sezioni di confine con l'India: Lipulekh e Kalapani nel distretto di Darchula e Susta nel Bihar

## Commercio internazionale
Il Nepal è entrato nell'OMC l'11 settembre 2003.